# Дом Х. Г. Штемпеля
Дом-особняк барона Х. Г. Штемпеля — историческое здание в Ульяновске. Построен в 1905-06 годах. С 1973 года — объект культурного наследия регионального значения. Расположен на улице Льва Толстого, дом 51. В доме размещается музей «Музей изобразительного искусства XX-XXI вв.», филиал Ульяновского областного художественного музея.

## История
Участок, на котором был построен дом барона Христофора Геннадиевича фон Штемпеля, был приобретён в 1905 году, с 1878 по 1887 год он принадлежал семье Ульяновых. Территория участка была сквозной: на улицу Московскую (ныне улица Ленина) выходил деревянный дом (здесь с 1923 года размещается Дом-музей В. И. Ленина), а на Покровскую (ныне улица Льва Толстого) выходил большой сад, на территории которого вскоре и был выстроен двухэтажный каменный особняк. Проект дома заказали архитектору Августу Шодэ. Дом был построен в стиле французского ренессанса. В 1907 году особняк был продан помещику Алексею Наумову, в 1917 году — купцу Сергею Пирогову. После национализации 1918 года в здании размещались различные учебные заведения, в частности, школа имени Карла Маркса (ныне Гимназия № 1). Во время капитального ремонта здания в 1940—1941 годах была произведена перепланировка внутренних помещений. В 1941—1969 годах — Ульяновский филиал Центрального музея В. И. Ленина. С 1970 года по настоящее время особняк занимает филиал Ульяновского областного художественного музея: с 1970 года — это была картинная галерея «В. И. Ленин в изобразительном искусстве», с 1992 года — «Художественная галерея искусства двадцатого века», с 1997 года — «Музей современного изобразительного искусства им. А. А. Пластова». В настоящее время «Музей изобразительного искусства XX–XXI веков», филиал Ульяновского областного художественного музея.
25 сентября 2019 года на территории Музея изобразительного искусства XX-XXI вв. открыли памятник великому русскому поэту серебряного века Сергею Есенину, работа скульптора А. А. Бичукова.

### Охранный статус
Решением Исполнительного комитета Ульяновского областного Совета депутатов трудящихся от 06.12.1973 г. № 834 «О дополнительном списке памятников истории и культуры г. Ульяновска и области, подлежащих государственной охране», Жилой дом (Дом фон Штемпеля Х. Г.), получил статус объект культурного наследия города Ульяновска регионального значения.

## Архитектура
Дом расположен на одной из исторических улиц города, в мемориальном квартале Государственного историко-мемориального заповедника «Родина В. И. Ленина». Главным (торцовым) фасадом выходит на красную линию улицы Льва Толстого (Покровская). Дом барона Штемпеля — яркий образец аристократического особняка, построен в 1906 году. Дом отделён от суеты и шума проезжей части высокой оградой с каменными столбами и металлической решёткой. Парадный фасад прост и торжественен, его украшает высокий цоколь. Дом выглядит внушительно и респектабельно. Дом имеет Г-— образную форму. Комнаты расположены анфиладой по периметру здания, разделенного продольной капитальной стеной. Угловой арочный аттик — основное украшение здания. Характерной особенностью особняка является установка на столбиках парапета небольших скульптурных ваз, а также прорисовка цепочек на штукатурке фасада стен второго этажа. Такой приём был использован Августом Шодэ и при проектировании здания Дома-памятника Гончарову.

## Галерея

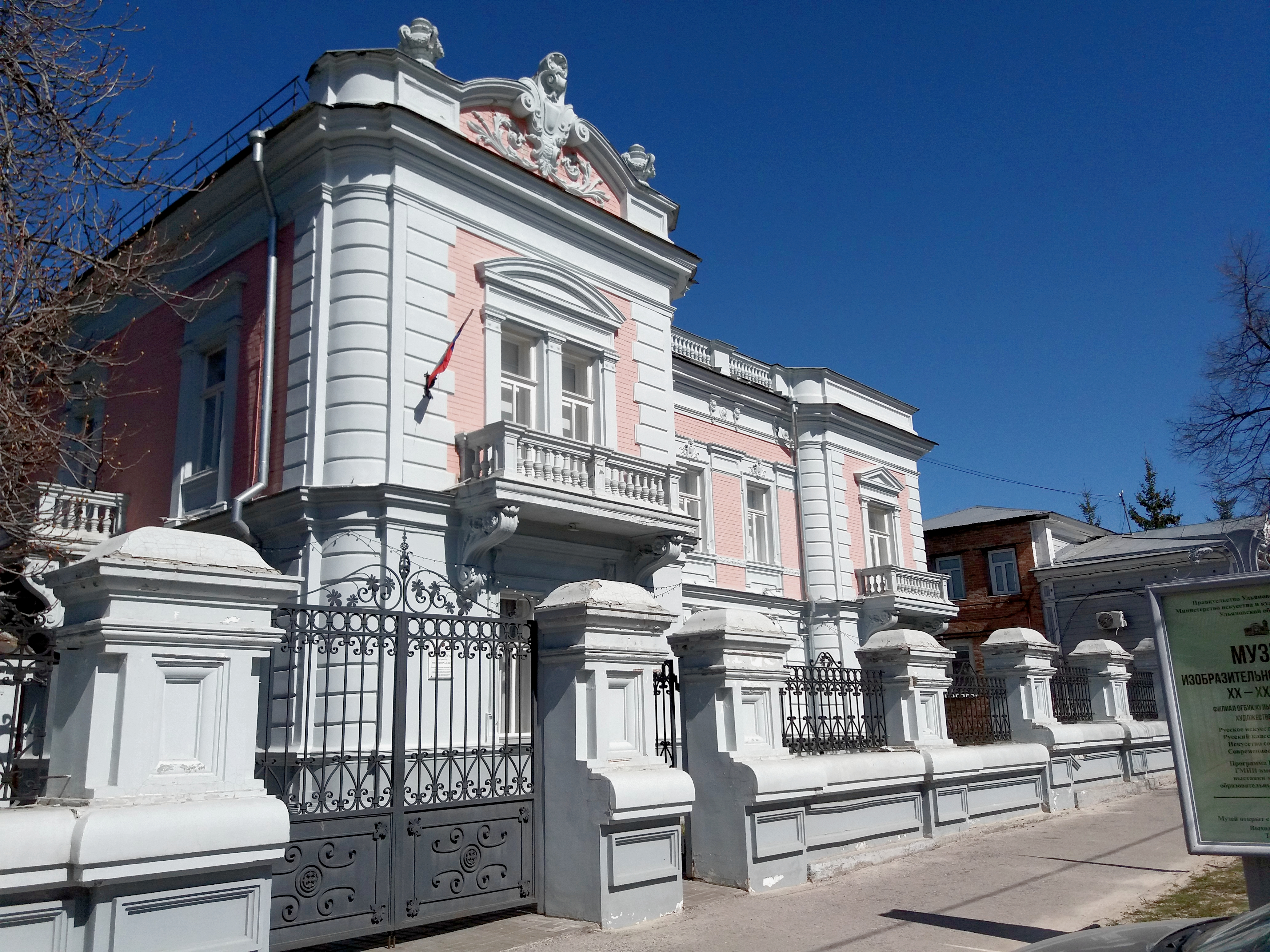
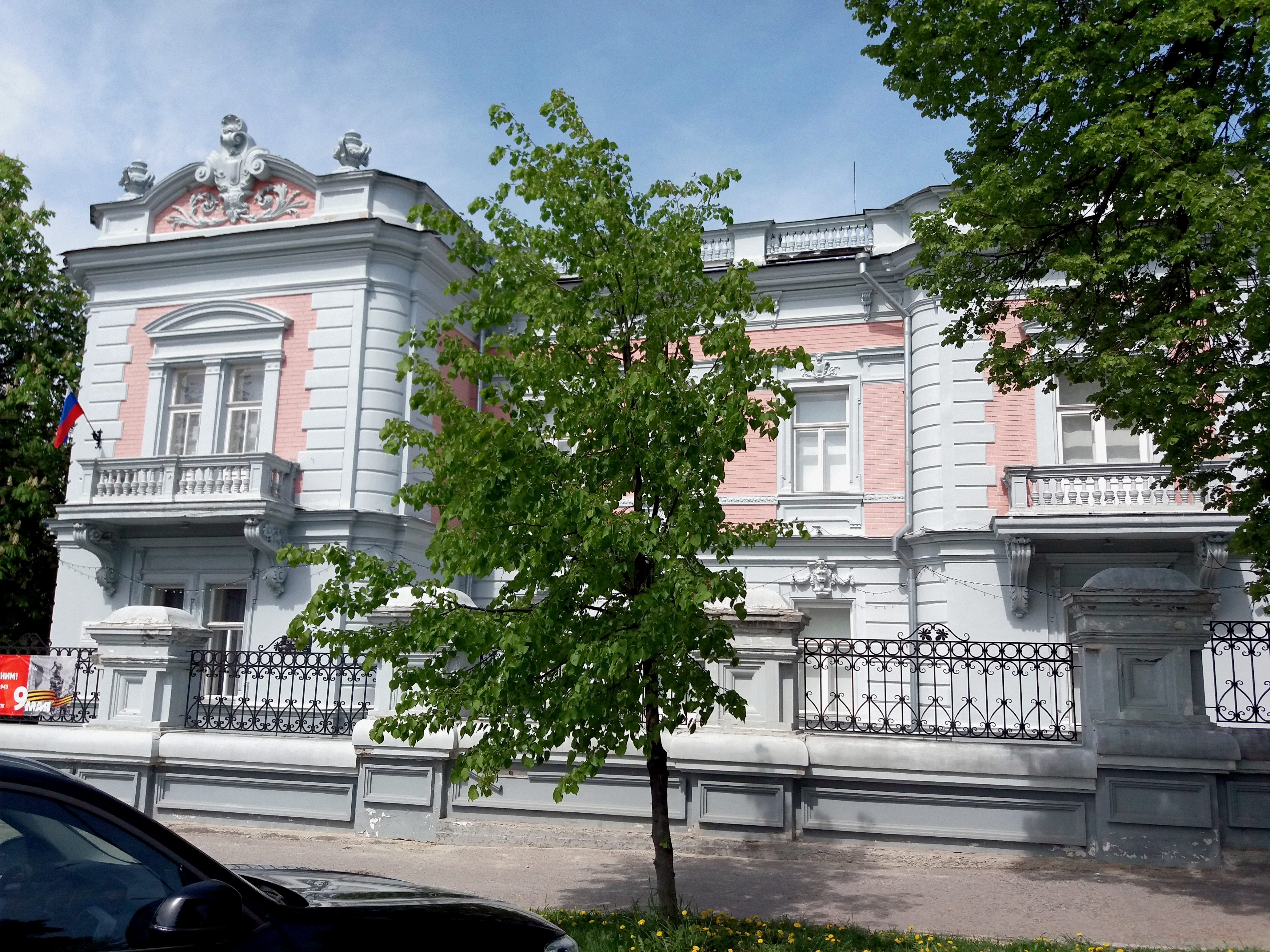
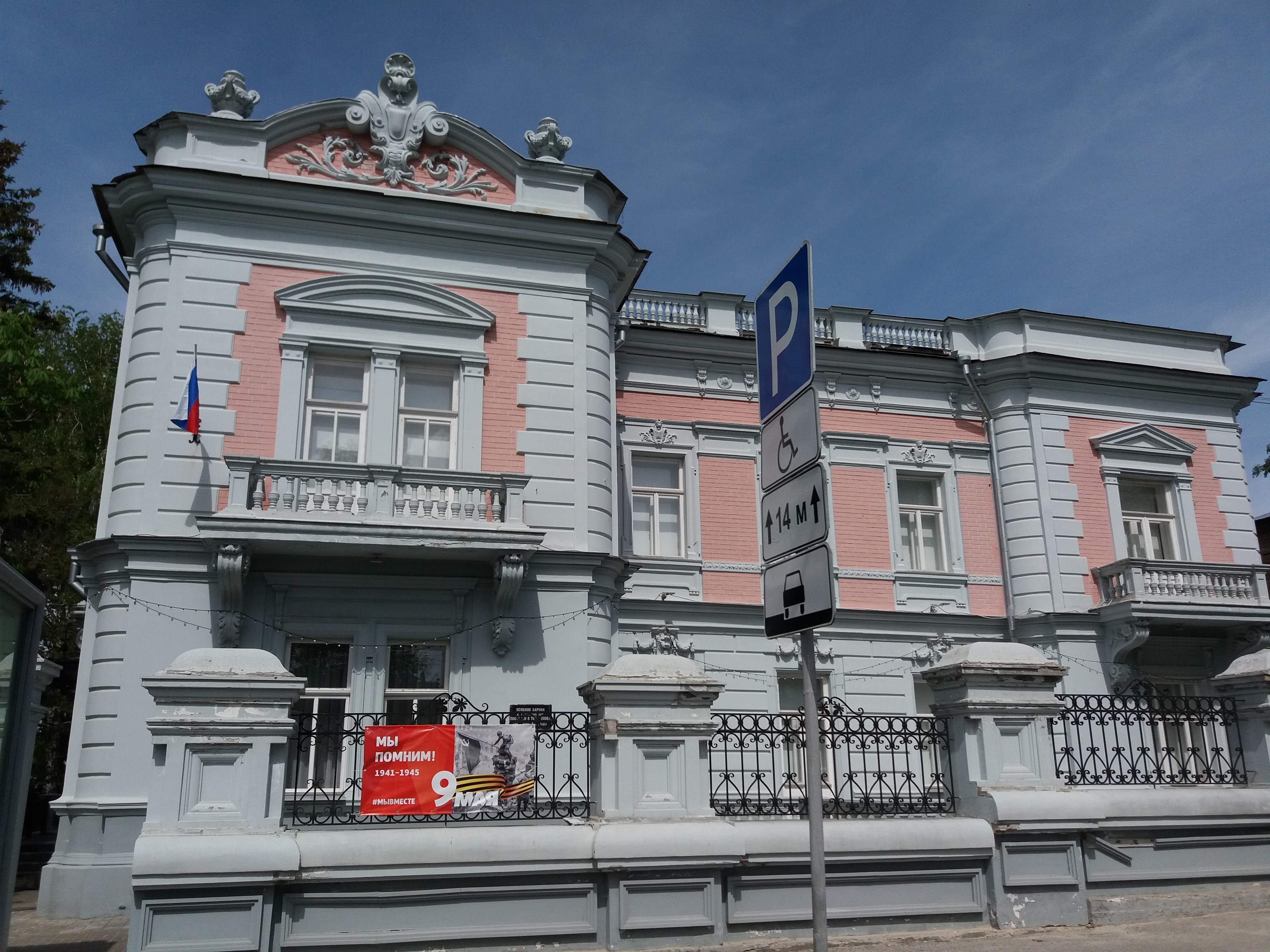
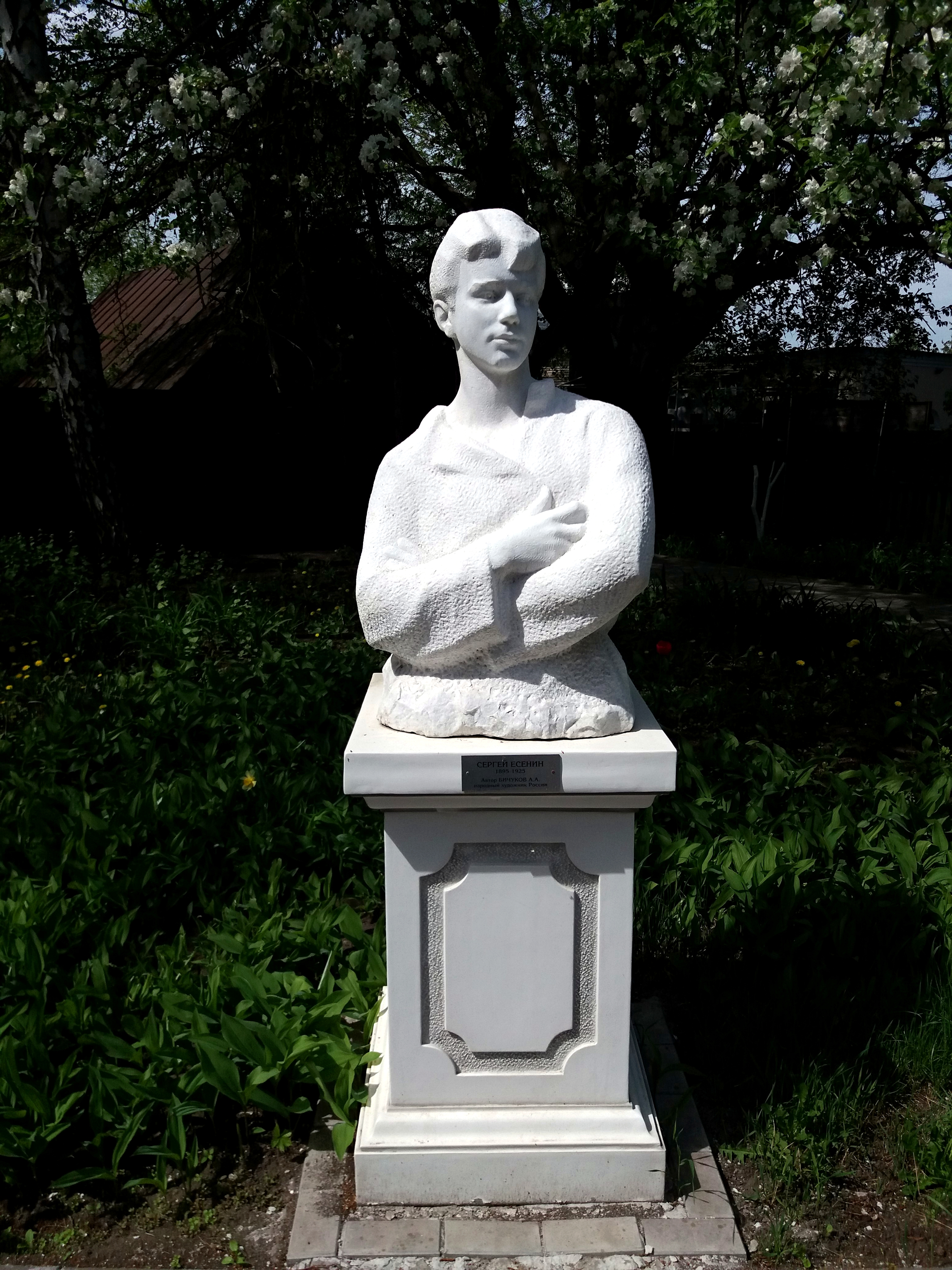
Памятник С. А. Есенину, находится во дворе.
Мемориальная доска.
Мемориальная доска.